# 納傑日達 (波爾塔瓦州)
49°44′25″N 34°12′41″E / 49.74028°N 34.21139°E
納傑日達（烏克蘭語：Надежда）是位於烏克蘭中部波爾塔瓦州裏波爾塔瓦區的村莊，處於中戈夫特瓦河畔，面積3.89平方公里，海拔高度101米，2001年人口458。